# Клаудіо Рівалта
Клаудіо Рівалта (італ. Claudio Rivalta, нар. 30 червня 1978, Равенна) — італійський футболіст, що грав на позиції захисника. По завершенні ігрової кар'єри — футбольний тренер. Наразі входить до тренерського штабу клубу «Чезена».
Виступав, зокрема, за клуб «Аталанта», а також молодіжну збірну Італії.

## Клубна кар'єра
Народився 30 червня 1978 року в місті Равенна. Вихованець футбольної школи клубу «Чезена». Дорослу футбольну кар'єру розпочав 1995 року в основній команді того ж клубу, в якій провів чотири сезони, взявши участь у 129 матчах чемпіонату. 
Згодом з 1999 по 2004 рік грав у складі команд клубів «Перуджа» та «Віченца».
Своєю грою за останню команду привернув увагу представників тренерського штабу клубу «Аталанта», до складу якого приєднався 2004 року. Відіграв за бергамський клуб наступні п'ять сезонів своєї ігрової кар'єри. Більшість часу, проведеного у складі «Аталанти», був основним гравцем захисту команди.
Протягом 2009—2011 років захищав кольори команди клубу «Торіно».
Завершив професійну ігрову кар'єру у клубі «Спеція», за команду якого виступав протягом 2011—2012 років.

## Виступи за збірні
У 1993 році дебютував у складі юнацької збірної Італії, взяв участь у 3 іграх на юнацькому рівні.
Протягом 1996–2000 років залучався до складу молодіжної збірної Італії. На молодіжному рівні зіграв у 16 офіційних матчах.

## Кар'єра тренера
Розпочав тренерську кар'єру невдовзі по завершенні кар'єри гравця, 2014 року, увійшовши до тренерського штабу клубу «Чезена».
Наразі входить до тренерського штабу клубу «Чезена».

## Статистика виступів

### Статистика клубних виступів
| Сезон             | Команда           | Чемпіонат         | Чемпіонат | Чемпіонат | Coppa nazionale | Coppa nazionale | Coppa nazionale | Континентальні кубки | Континентальні кубки | Континентальні кубки | Інші змагання | Інші змагання | Інші змагання | Усього | Усього |
| Сезон             | Команда           | Ліга              | Ігор      | Голів     | Ліга            | Ігор            | Голів           | Ліга                 | Ігор                 | Голів                | Ліга          | Ігор          | Голів         | Ігор   | Голів  |
| ----------------- | ----------------- | ----------------- | --------- | --------- | --------------- | --------------- | --------------- | -------------------- | -------------------- | -------------------- | ------------- | ------------- | ------------- | ------ | ------ |
| 1995–96           | «Чезена»          | B                 | 34        | 0         | КІ              | 0               | 0               | -                    | -                    | -                    | -             | -             | -             | 34     | 0      |
| 1996–97           | «Чезена»          | B                 | 29        | 0         | КІ              | 2               | 0               | -                    | -                    | -                    | -             | -             | -             | 31     | 0      |
| 1997–98           | «Чезена»          | C1                | 33        | 2         | КІ+CI-C         | 2+1             | 0+1             | -                    | -                    | -                    | -             | -             | -             | 37     | 2      |
| 1998–99           | «Чезена»          | B                 | 33        | 1         | КІ              | 3               | 0               | -                    | -                    | -                    | -             | -             | -             | 36     | 1      |
| Усього «Чезена»   | Усього «Чезена»   | Усього «Чезена»   | 129       | 3         |                 | 8               | 1               |                      | -                    | -                    |               | -             | -             | 137    | 4      |
| 1999–00           | «Перуджа»         | A                 | 16        | 0         | КІ              | 1               | 0               | -                    | -                    | -                    | -             | -             | -             | 17     | 0      |
| 2000–01           | «Перуджа»         | A                 | 30        | 0         | КІ              | 1               | 0               | -                    | -                    | -                    | -             | -             | -             | 31     | 0      |
| Усього «Перуджа»  | Усього «Перуджа»  | Усього «Перуджа»  | 46        | 0         |                 | 2               | 0               |                      | -                    | -                    |               | -             | -             | 48     | 0      |
| 2001–02           | «Віченца»         | B                 | 20        | 1         | КІ              | 3               | 0               | -                    | -                    | -                    | -             | -             | -             | 23     | 1      |
| 2002–03           | «Віченца»         | B                 | 31        | 0         | КІ              | 6               | 0               | -                    | -                    | -                    | -             | -             | -             | 37     | 0      |
| 2003–04           | «Віченца»         | B                 | 43        | 1         | КІ              | 1               | 0               | -                    | -                    | -                    | -             | -             | -             | 44     | 1      |
| Усього «Віченца»  | Усього «Віченца»  | Усього «Віченца»  | 94        | 2         |                 | 10              | 0               |                      | -                    | -                    |               | -             | -             | 104    | 2      |
| 2004–05           | «Аталанта»        | A                 | 31        | 0         | КІ              | 7               | 0               | -                    | -                    | -                    | -             | -             | -             | 38     | 0      |
| 2005–06           | «Аталанта»        | B                 | 32        | 3         | КІ              | 2               | 0               | -                    | -                    | -                    | -             | -             | -             | 34     | 3      |
| 2006–07           | «Аталанта»        | A                 | 32        | 1         | КІ              | 3               | 0               | -                    | -                    | -                    | -             | -             | -             | 35     | 1      |
| 2007–08           | «Аталанта»        | A                 | 30        | 1         | КІ              | 1               | 0               | -                    | -                    | -                    | -             | -             | -             | 31     | 0      |
| 2008-січ. 2009    | «Аталанта»        | A                 | 11        | 0         | КІ              | 2               | 0               | -                    | -                    | -                    | -             | -             | -             | 13     | 0      |
| Усього «Аталанта» | Усього «Аталанта» | Усього «Аталанта» | 136       | 5         |                 | 15              | 0               |                      | -                    | -                    |               | -             | -             | 151    | 5      |
| січ.-черв. 2009   | «Торіно»          | A                 | 8         | 0         | КІ              | -               | -               | -                    | -                    | -                    | -             | -             | -             | 8      | 0      |
| 2009–10           | «Торіно»          | B                 | 26        | 0         | КІ              | 1               | 0               | -                    | -                    | -                    | -             | -             | -             | 27     | 0      |
| 2010–11           | «Торіно»          | B                 | 25        | 0         | КІ              | 1               | 0               | -                    | -                    | -                    | -             | -             | -             | 26     | 0      |
| Усього «Торіно»   | Усього «Торіно»   | Усього «Торіно»   | 59        | 0         |                 | 2               | 0               |                      | -                    | -                    |               | -             | -             | 61     | 0      |
| 2011–12           | «Спеція»          | 1D                | 12        | 0         | КІ+CI-LP        | 0+1             | 0               | -                    | -                    | -                    | SL-PD         | 1             | 0             | 14     | 0      |
| Усього за кар'єру | Усього за кар'єру | Усього за кар'єру | 476       | 10        |                 | 38              | 1               |                      | -                    | -                    |               | 1             | 0             | 515    | 11     |

## Титули і досягнення
- Чемпіон Європи (U-21): 2000